# La Bamba (sång)
La Bamba är en mexikansk folksång som har sitt ursprung från delstaten Veracruz. Låten har tolkats av åtskilliga artister, och en av de mest kända versionerna spelades in av Ritchie Valens år 1958. På tidningen Rolling Stones lista 500 Greatest Songs of All Time ligger Valens tolkning av låten på plats 345. Det är den enda låten på den listan som inte sjungs på engelska.
Dansen har vunnit sådan popularitet i Esperantorörelsens ungdomskultur att den under några år på 1990-talet rentav fungerade som officiell hymn för organisationen TEJO.

## Ursprung
La Bamba är en ganska typisk sång i Son Jarocho-stil, men det finns även element av spansk musik. Låten spelas ofta med hjälp av två olika harpor och en gitarr. Själva sångtexten kan variera kraftigt, då det ofta improviseras under framförandet. Melodin är dock nästan alltid densamma.
I Veracruz spelas låten ofta under bröllop, då brudparet drar till med den tillhörande dansen med samma namn. Denna tradition är dock inte lika vanlig idag som förr i tiden. Men dansen är fortfarande populär.

## Ritchie Valens version
Enligt filmen La Bamba ska Valens ha hört låten spelas av en grupp folkmusiker på en fest, och det inspirerade honom till att spela in en rock 'n' roll-version. Producenten Bob Keane protesterade till en början. Valens var stolt över sitt mexikanska ursprung, men kunde inte ett ord spanska. Hans faster kunde dock spanska, så Valens fick lära sig texten fonetiskt.
Valens spelade in låten till slut, och den hamnade på B-sidan till singeln Donna. Valens version av La Bamba blev en stor hit och är än idag en av hans mest uppskattade låtar.

## La Bambai populärkulturen
- Låten spelas i filmen Fiesta från 1947.
- Harry Belafonte spelade in låten två gånger, 1956 och 1960.
- Los Lobos spelade in låten speciellt för filmen La Bamba, som är en biografi Ritchie Valens liv. Även deras version blev en stor hit år 1987.
- Los Lobos version går även att spela i Guitar Hero World Tour.
- Låten har tolkats av The Kingston Trio.
- Låten spelas under introt av Filip och Fredriks tv-program La Bamba.
- "Weird Al" Yankovic har parodierat låten, då med titeln Lasagna. Parodin handlar om italiensk mat.
- Det japanska hiphopbandet Dragon Ash tolkade låten på albumet Freedom år 2009.
- Även många andra artister har tolkat låten - däribland Bobby Darin, Trini López, Nashville Teens, Dusty Springfield, The Ventures, Wyclef Jean och Alvin and the Chipmunks.